# Vernierfontaine
Vernierfontaine est une commune française située dans le département du Doubs, la région culturelle et historique de Franche-Comté et la région administrative Bourgogne-Franche-Comté.
Elle est surnommée « Bola » probablement d'après le nom de la famille Bolard ou plus sûrement parce que les Vernierfontaine avaient une réputation de râleurs, de Bêleurs (Bolàs en patois). Les Amiotte, les Amiotte-Petit, les Amiotte-Suchet, les Charmoille, les Gaulard et les Bolard habitent historiquement la commune.[réf. nécessaire]

## Géographie
Équidistant de Besançon et de Pontarlier, le village de Vernierfontaine est situé à 720 m d'altitude, à 6 km au sud-ouest du Valdahon et à 25 km à vol d'oiseau au sud-est de Besançon, sur le premier plateau du massif du Jura, ici légèrement incliné vers le nord, au nord de la vallée de la Loue. Le territoire de la commune est essentiellement constitué de champs et prairies, parsemés de haies et de bosquets, ce qui lui donne un aspect bocager. Sa partie occidentale est occupée par le bois de la Bouhard, qui descend au nord-ouest jusqu'à 600 m d’altitude. Le point culminant de la commune est le Cense Valand, à son extrémité sud. Le plateau ne possède pas de cours d'eau, car l'eau des précipitations s’infiltre dans le terrain karstique.

### Climat
Pour des articles plus généraux, voir Climat de la Bourgogne-Franche-Comté et Climat du Doubs.
En 2010, le climat de la commune est de type climat de montagne, selon une étude du Centre national de la recherche scientifique s'appuyant sur une série de données couvrant la période 1971-2000. En 2020, Météo-France publie une typologie des climats de la France métropolitaine dans laquelle la commune est dans une zone de transition entre le climat semi-continental et le climat de montagne et est dans la région climatique  Jura, caractérisée par une forte pluviométrie en toutes saisons (1 000 à 1 500 mm/an), des hivers rigoureux et un ensoleillement médiocre. 
Pour la période 1971-2000, la température annuelle moyenne est de 8 °C, avec une amplitude thermique annuelle de 16,4 °C. Le cumul annuel moyen de précipitations est de 1 416 mm, avec 13,8 jours de précipitations en janvier et 10,8 jours en juillet. Pour la période 1991-2020, la température moyenne annuelle observée sur la station météorologique de Météo-France la plus proche, « Épenoy », sur la commune d'Épenoy à 6 km à vol d'oiseau, est de 9,2 °C et le cumul annuel moyen de précipitations est de 1 363,0 mm. 
La température maximale relevée sur cette station est de 36,4 °C, atteinte le 7 août 2003 ; la température minimale est de −18,8 °C, atteinte le 5 février 2012,,. 
Les paramètres climatiques de la commune ont été estimés pour le milieu du siècle (2041-2070) selon différents scénarios d'émission de gaz à effet de serre à partir des nouvelles projections climatiques de référence DRIAS-2020. Ils sont consultables sur un site dédié publié par Météo-France en novembre 2022.

## Urbanisme

### Typologie
Au 1er janvier 2024, Vernierfontaine est catégorisée commune rurale à habitat dispersé, selon la nouvelle grille communale de densité à 7 niveaux définie par l'Insee en 2022.
Elle est située hors unité urbaine. Par ailleurs la commune fait partie de l'aire d'attraction de Valdahon, dont elle est une commune de la couronne,. Cette aire, qui regroupe 22 communes, est catégorisée dans les aires de moins de 50 000 habitants,.

### Occupation des sols
L'occupation des sols de la commune, telle qu'elle ressort de la base de données européenne d’occupation biophysique des sols Corine Land Cover (CLC), est marquée par l'importance des territoires agricoles (80,4 % en 2018), une proportion sensiblement équivalente à celle de 1990 (81,1 %). La répartition détaillée en 2018 est la suivante : 
zones agricoles hétérogènes (40,7 %), prairies (39,7 %), forêts (16,5 %), zones urbanisées (3 %). L'évolution de l’occupation des sols de la commune et de ses infrastructures peut être observée sur les différentes représentations cartographiques du territoire : la carte de Cassini (XVIIIe siècle), la carte d'état-major (1820-1866) et les cartes ou photos aériennes de l'IGN pour la période actuelle (1950 à aujourd'hui).

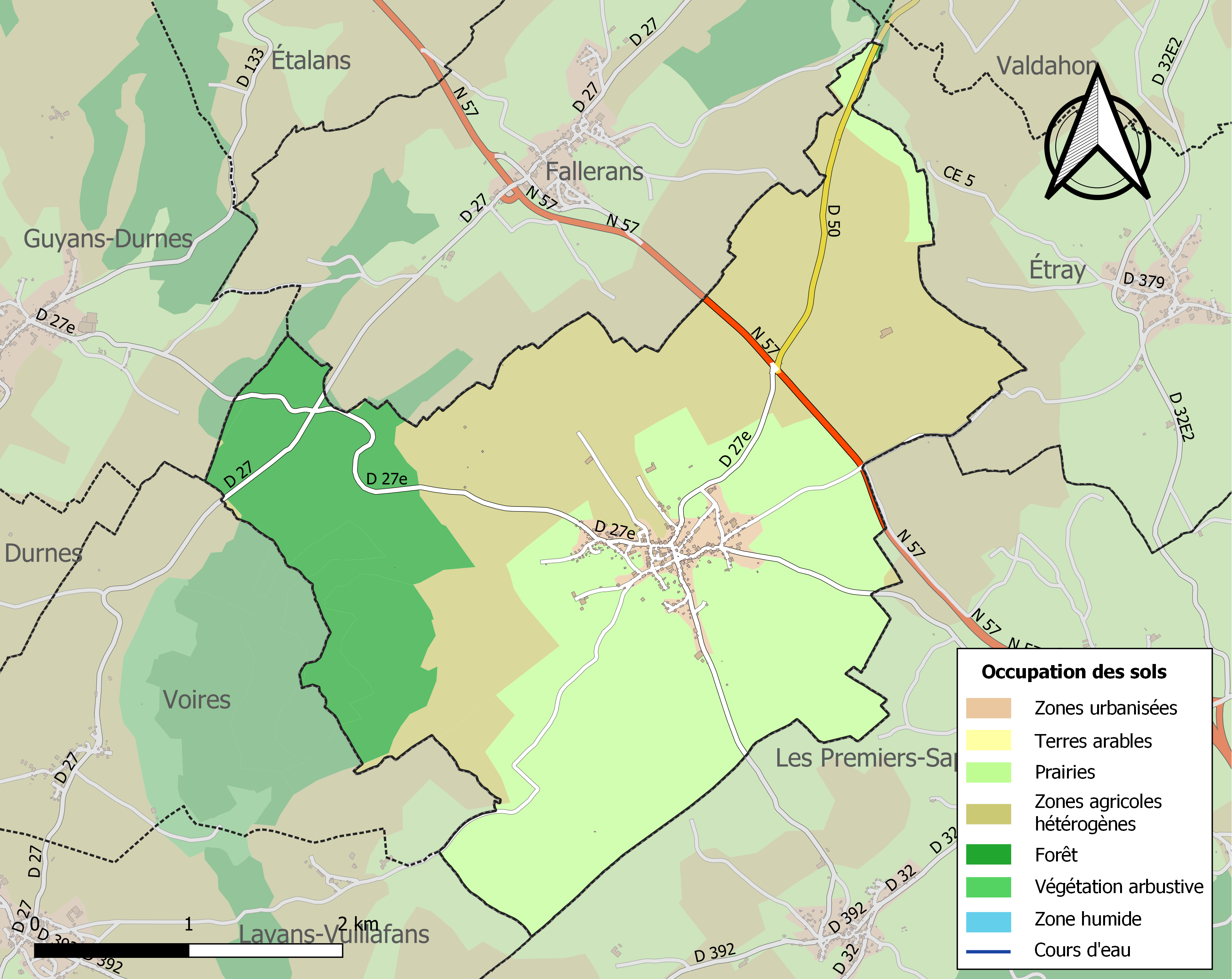
Carte des infrastructures et de l'occupation des sols de la commune en 2018 (CLC).

## Histoire
Des écrits remontant au IXe siècle mentionnent Vernierfontaine comme ayant été le point de retrouvailles de Charles le Chauve, nouvel empereur d'Occident et petit-fils de Charlemagne, avec son épouse Richilde.
De plus, le village est traversé par la via Francigena, route de pèlerinage allant de Canterbury jusqu'à Rome.
Au Moyen Âge, le village appartient en grande partie au monastère de Mouthier.
On le retrouve également sous un nom latin, Warnarii Fontana.
Le saint-patron de Vernierfontaine est saint André.
- Étymologie : le nom de Vernierfontaine à l’époque est Warnarii Fontana (au moins depuis 876) qui signifie : la fontaine de Varnier ou de Garnier, homme germanique.

Warnerio fontana en 935 ; Verneri fonte en 1063 ; Varner fontana en 1189 ; Vernierfontainne en 1294 ; Vernierfontenne en 1307.

## Héraldique
|  | Les armes de la commune se blasonnent ainsi : D’or à la fontaine de sinople jaillissante d’azur, accompagnée en chef de deux flanchis de gueules. |

## Politique et administration
| Période                                  | Période                     | Identité                                          | Étiquette | Qualité |
| ---------------------------------------- | --------------------------- | ------------------------------------------------- | --------- | --- |
| av.1973                                  | ?                           | Georges Bolard                                    | UDR       | Avocat, Professeur agrégé des Facultés de Droit et de Sciences économiques, suppléant du député Jacques Weinman (1973-1977), député (1977-1978) |
|                                          |                             |                                                   |           | |
| mars 2001                                | mars 2008                   | Louis Charmoille                                  |           | Exploitant agricole |
| mars 2008                                | En cours (au 1er juin 2020) | Jean-Louis Truche, Réélu pour le mandat 2020-2026 | DVG       | Ancien ouvrier |
| Les données manquantes sont à compléter. |                             |                                                   |           | |

## Démographie
L'évolution du nombre d'habitants est connue à travers les recensements de la population effectués dans la commune depuis 1793. Pour les communes de moins de 10 000 habitants, une enquête de recensement portant sur toute la population est réalisée tous les cinq ans, les populations de référence des années intermédiaires étant quant à elles estimées par interpolation ou extrapolation. Pour la commune, le premier recensement exhaustif entrant dans le cadre du nouveau dispositif a été réalisé en 2008.

En 2022, la commune comptait 485 habitants, en évolution de +4,53 % par rapport à 2016 (Doubs : +1,88 %, France hors Mayotte : +2,11 %).
| 1793 | 1800 | 1806 | 1821 | 1831 | 1836 | 1841 | 1846 | 1851 |
| ---- | ---- | ---- | ---- | ---- | ---- | ---- | ---- | ---- |
| 416  | 578  | 472  | 513  | 540  | 510  | 505  | 520  | 530  |

| 1856 | 1861 | 1866 | 1872 | 1876 | 1881 | 1886 | 1891 | 1896 |
| ---- | ---- | ---- | ---- | ---- | ---- | ---- | ---- | ---- |
| 510  | 514  | 513  | 505  | 447  | 463  | 486  | 504  | 483  |

| 1901 | 1906 | 1911 | 1921 | 1926 | 1931 | 1936 | 1946 | 1954 |
| ---- | ---- | ---- | ---- | ---- | ---- | ---- | ---- | ---- |
| 435  | 425  | 428  | 363  | 372  | 366  | 345  | 376  | 348  |

| 1962 | 1968 | 1975 | 1982 | 1990 | 1999 | 2006 | 2008 | 2013 |
| ---- | ---- | ---- | ---- | ---- | ---- | ---- | ---- | ---- |
| 354  | 336  | 334  | 308  | 321  | 321  | 397  | 419  | 444  |

| 2018 | 2022 | - | - | - | - | - | - | - |
| ---- | ---- | - | - | - | - | - | - | - |
| 460  | 485  | - | - | - | - | - | - | - |

## Lieux et monuments
- L’église, sous le vocable de saint André (patron des Bourguignons), est citée au Xe siècle, reconstruite sous forme de croix latine en 1696.
- L’église actuelle est érigée en 1868 avec un clocher couvert d’un dôme comtois d'une hauteur de 63 mètres qui en fit le plus haut clocher de Franche Comté. Mais sa hauteur exagérée et la solidité douteuse de sa charpente nécessitèrent une réparation importante en 1911. On en profita pour le rabaisser d’une dizaine de mètres et pour lui donner sa forme actuelle à 4 pans triangulaires.

Le village avait son église en l'an 933 ce qui est rare pour la région. Est-ce la vétusté ou le fait de la guerre, en tout cas elle fut reconstruite à neuf entre 1696 et 1736. Mais vers 1850, bien des villages jusque-là sans église s'en étaient édifié de toute neuves ; Vernierfontaine fut il jaloux ? en tout cas, forte de ses moyens financiers, la commune décida de refaire une nouvelle église, et en changea l’orientation, l'entrée fut placée du côté nord. C'est avec le nouveau clocher que s'est mieux traduite l’ambition démesuré des paroissiens : il fallait avoir le plus haut clocher du diocèse, pour cela il fut monté à 63 mètres, une altitude qui devint gênante[Quoi ?] par la suite puisqu'en 1911 le clocher était raccourci de 10 mètres.

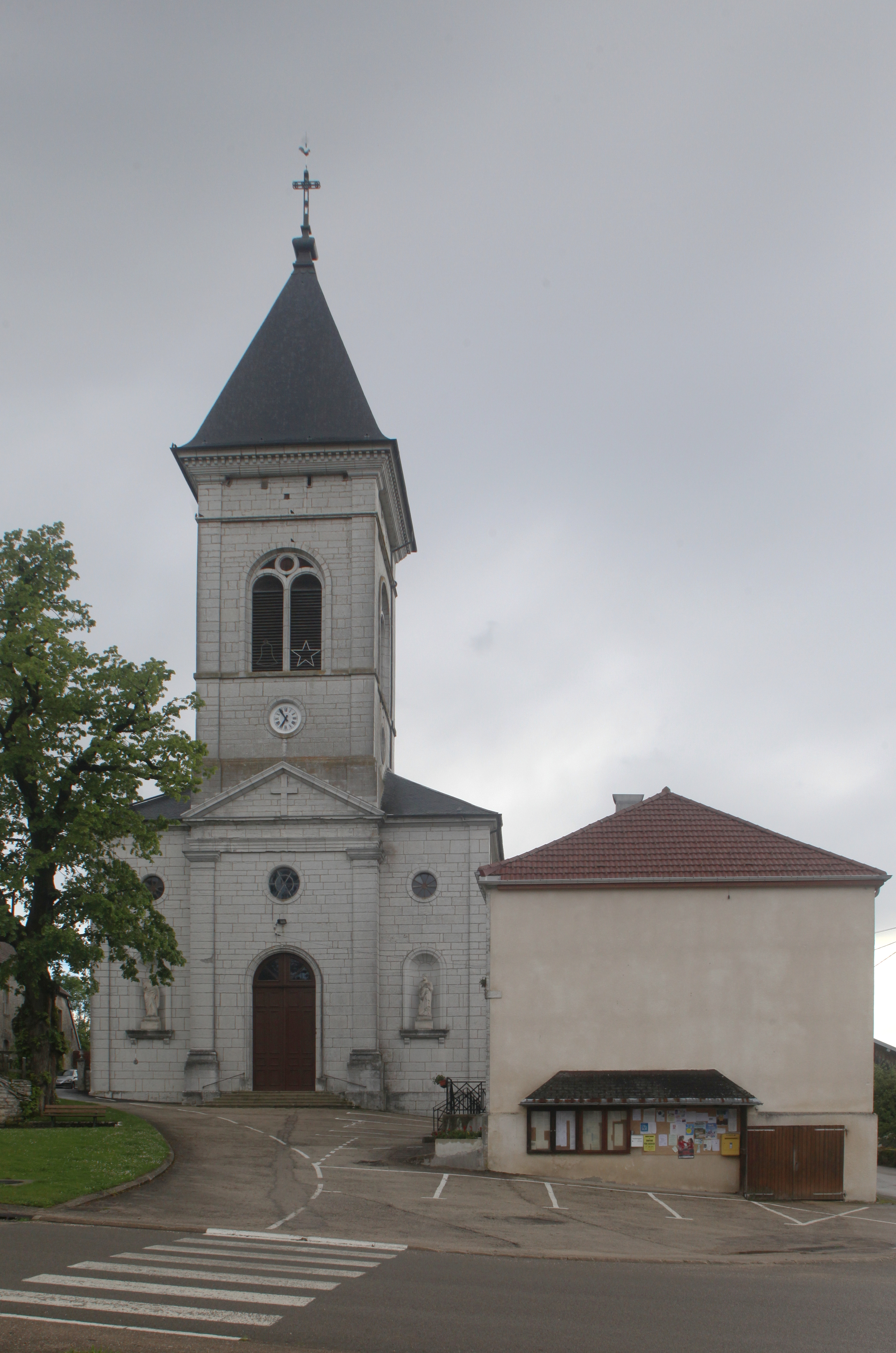
Église.
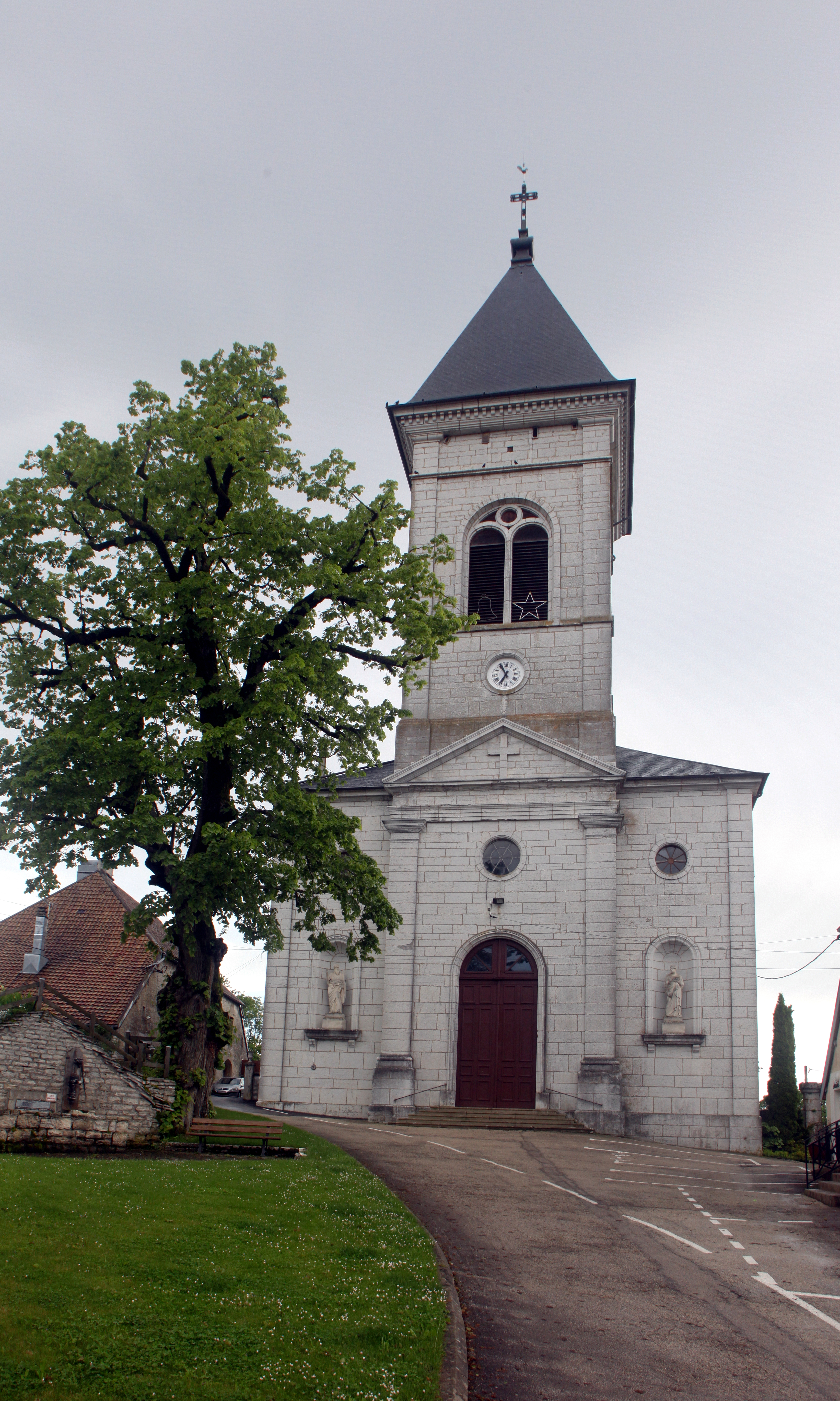
Église.
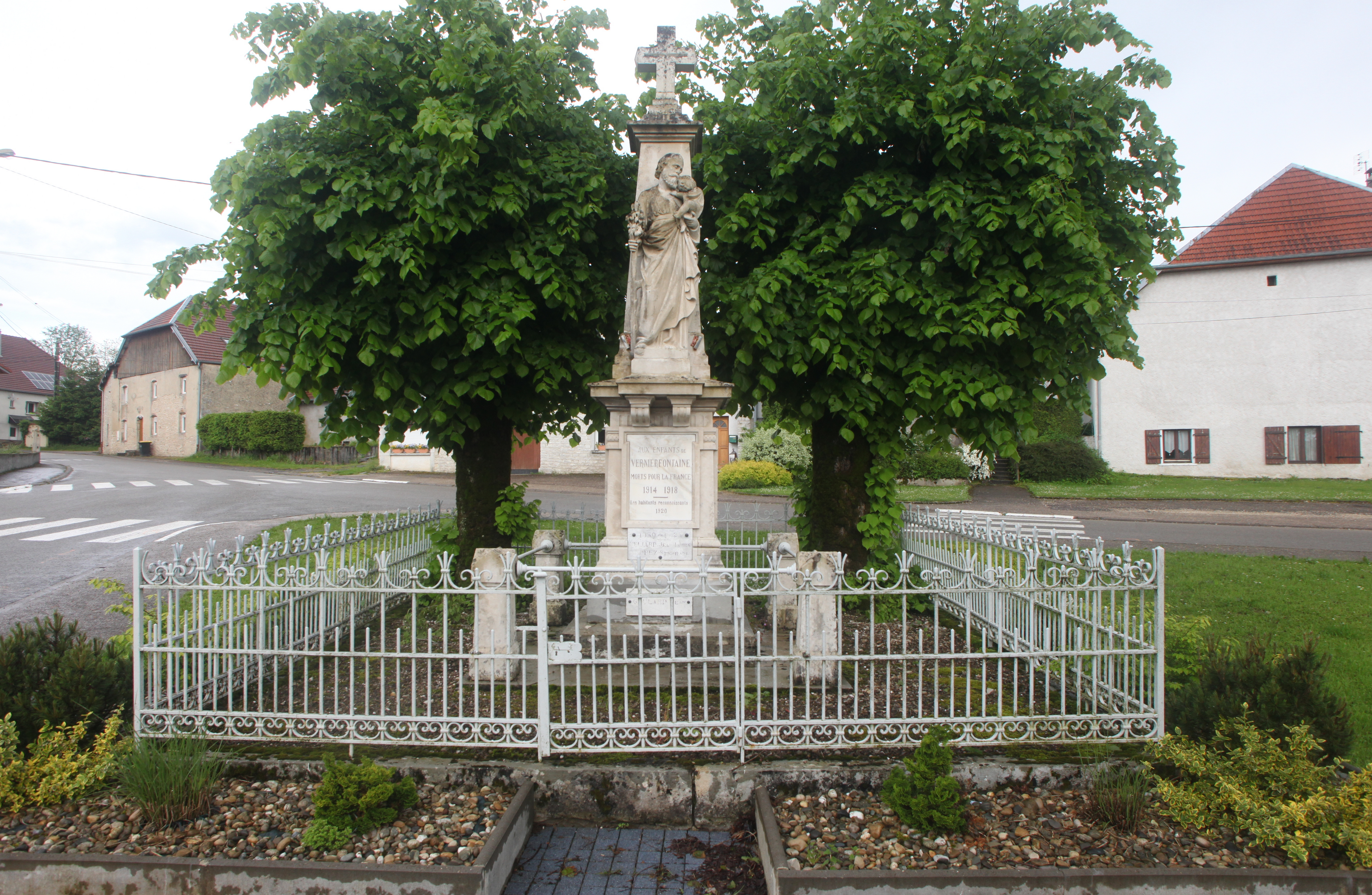
Monument aux morts.
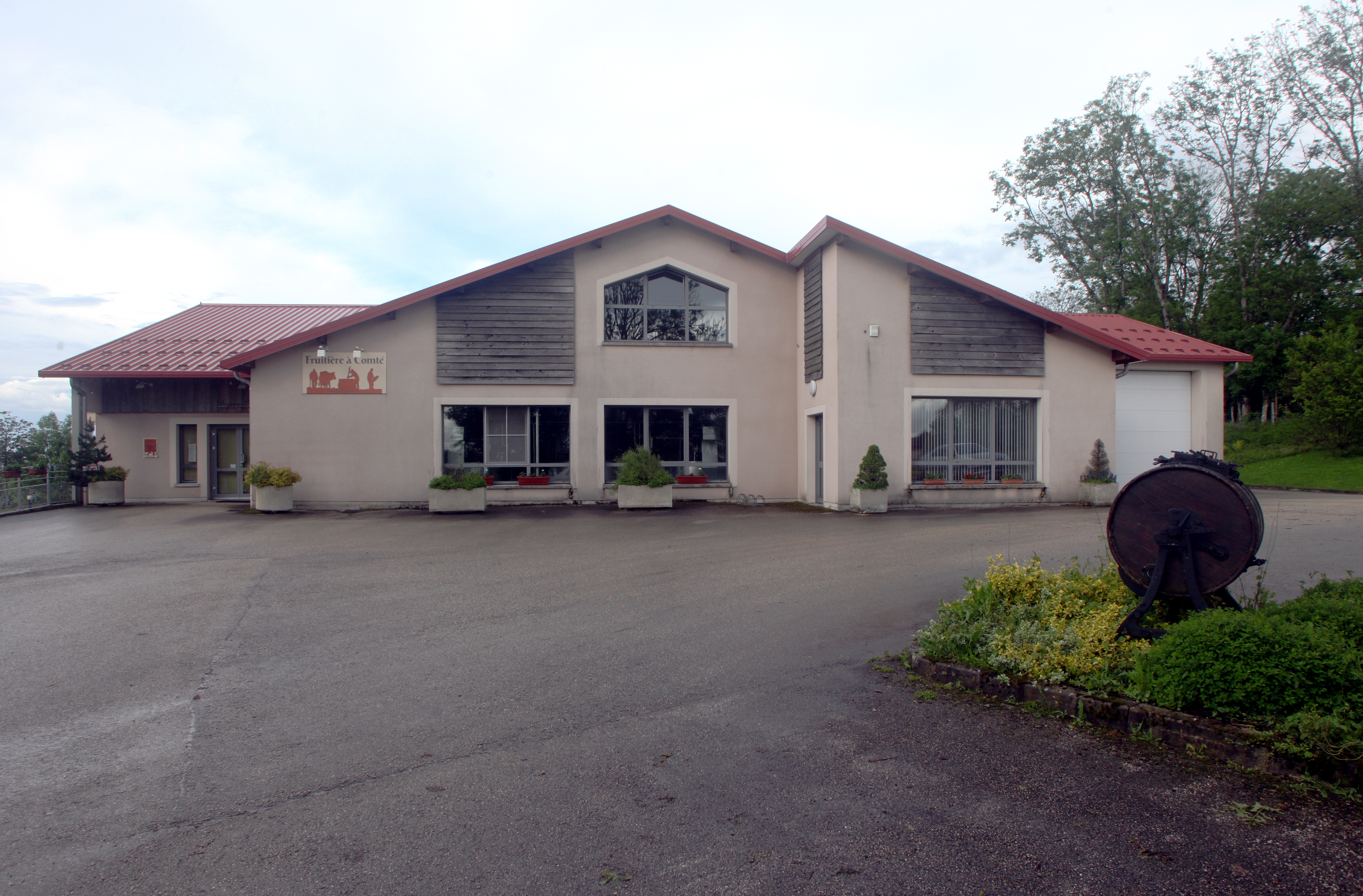
Fruitière.

## Personnalités liées à la commune
- Georges Bolard (1940-), avocat, député du Doubs, maire de Vernierfontaine, où il est né.